# Дущак Анна Кирилівна
Анна Кирилівна Дущак (*15 жовтня 1959, с. Тисовець, Сторожинецького району Чернівецької області — 17 лютого 2010, с. Тисовець, Сторожинецького району Чернівецької області) — українська поетеса, новеліст.

## Коротка біографія
Народилась Анна Дущак 15 жовтня 1959 року у селі Тисовець, Сторожинецького району Чернівецької області в сім'ї селян. Вчилась у Тисовецькій середній школі. У 1975 році, будучи шістнадцятирічною, важко захворіла. Неправильний діагноз медиків та лікування призвели до нерухомості суглобів, з того часу була прикута до ліжка.
Померла 17 лютого 2010 року, а похорони пройшли 19 лютого.

## Творчість
Розрадою Анни Кирилівни стала поетична творчість і вона була авторкою збірок поезій, а також новел. Перша публікація віршів її була у районній газеті у 1988 році. У 1990 році в Чернівцях відбувся перший творчий вечір Анни Дущак. За кошти, зібрані на благодійному концерті, було видано її першу книжку поезій — «Дивоквіт любові» (1992).
Вірші поетеси друкувалися в канадських журналах: Нові дні, Промінь, Новий шлях, австралійському часописі — Наше слово, газеті — Вільна думка. Вірші, перекладені англійською та італійською мовою, друкувалися в періодичних виданнях США, Канади (журнал Жіночий світ), Австрії, Італії. Частина віршів стала піснями. Музику до віршів писали такі композитори: Мар'ян Гаденко, Леонід Затуловський, Ярослав Злонкевич, Ігор Мисько, Микола Сафонов, Віталій Свирид, Кузьма Смаль, Віктор Рурак.
Поезії присвячені рідному краю, видатним людям, знайомим, близьким і друзям. У них ідеться про важку долю авторки, вона задумується над сенсом людського буття, виступає проти жорстокого ставлення до оточуючого нас середовища і природи.
Понад сотні її творів покладено на музику.

## Нагороди та відзнаки
У березні 2003 року Анну Кирилівну Дущак прийняли до Національної спілки письменників України.
У 2006 році знято фільм про буковинську поетесу під назвою «Я прийшла до вас».
У 2007 році стала лауреатом Всеукраїнської премії «Жінка ІІІ тисячоліття» в номінації «Рейтинг»
У 2008 році присвоєно звання «Заслуженого працівника культури України».
У 2009 році Анна Дущак відзначена літературно-мистецькою премією ім. С. Воробкевича.

## Збірки поезії
- Дивоквіт любові (1991)
- Спитай себе (1994)
- Понад вечірнім Дереглуєм (1998)
- Любов я росами розтрушу (1999)
- Любові стиглий колос (2004)

## Новели, повісті
- Гріх проти себе (1995)
- Полинове щастя Трандафіри
- Чужа чічка (2005)
- Золотий вальс (2009)
- А день у вічність відплива… (2009)

## Пісні покладені на музику
- «Роки ідуть» - муз. В. Верстюк
- «Дивоквіт любові» - муз. К. Смаль
- «За шибкою вікна» - муз. К. Смаль
- «Зоре моя, зоре» - муз. К. Смаль
- «Благаю, душі мені не край» - муз. Я. Злонкевич
- «Бо ти в мене є» - Я. Злонкевич
- «А я у небі – он та зірниця» - муз. О. Черватюк
- «Усміхнися люба!» - муз. М. Гаденко
- «Згадають мене всі» - муз. М. Гаденко
- «О чем шепчешь ветер за окном» - муз. М. Гаденко
- «У серці лиш світлий жаль» - муз. Я. Злонкевич
- «А я ж любила» - муз. Я. Злонкевич